# أورو (أساطير)

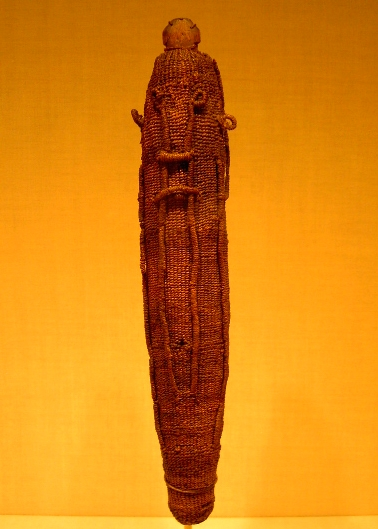
صور لاله الحرب أورو في أساطير بولينيزيا

أورو (بالإنجليزية: 'Oro) إله الحرب في أساطير بولينيزيا وتاهیتي ابن الإله الخالق. وتقام الاحتفالات التي ينظمها الكهنة على شرفه بالغناء والرقص. وقد أنجب أورو ثلاث بنات، وأحيانا ينظرون إليه على أنه «أورو - ني مر» أي أورو قد وضع حربته، وهو في هذه الحالة يكون إله السلام.

### أساطير ميلانيزية
- ندوثينا (ميثولوجيا)
- ندينجاي (ميثولوجيا)
- نوجا (ميثولوجيا)
- راتو ماي (ميثولوجيا)
- روكولا
- سيدو (ميثولوجيا)
- تاجارو (ميثولوجيا)
- تنيراو (ميثولوجيا)
- توكابينانا وتوكروفو
- تومودورير

### أساطير ميكرونيزية
- ألولوي (ميثولوجيا)
- كيراتا (ميثولوجيا)
- لؤا (ميثولوجيا)
- لاتيميكيك